# Svensk etymologisk ordbok

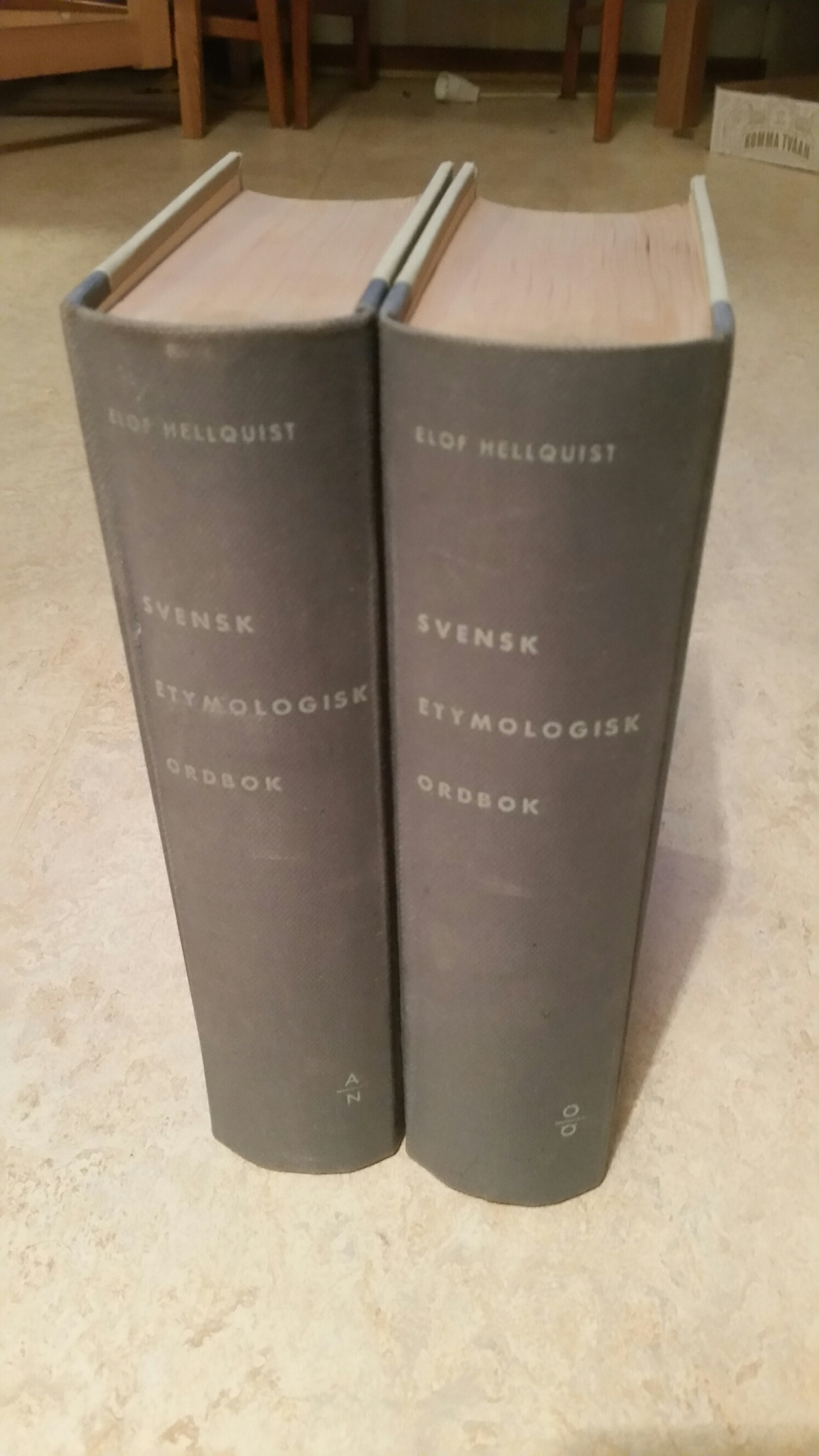
Etymologisk ordbok av Elof Hellqvist

Svensk etymologisk ordbok utgavs första gången år 1922 av Elof Hellquist. Det är det första och hittills enda helomfattande verket över den förmodade utvecklingen av de enskilda orden i det svenska språket, ordens etymologier. I många fall fanns det flera åsikter bland filologerna om ett ords etymologi. Hellquist redovisade de olika tolkningsförslagen, och värderade dem också, med motiveringar för varför vissa förslag var mindre sannolika än andra.
Hellquist använde delvis Svenska akademiens ordboks samling av excerpt som underlag för sina källbelägg, men utgick mycket från sina egna samlingar. Han belönades år 1923 med Svenska akademiens kungliga pris för ordboken.

## Utgivningshistoria
- Första utgåvan kom år 1922, på Gleerups förlag. Den har digitaliserats inom projekt Runeberg.
- En "omarbetad och utvidgad upplaga" (1484 sidor) utgavs 1939 (sex år efter Elof Hellquists död) av Bertil Hellquist, under överinseende av Emil Olsson och Erik Noreen.
- En tredje upplaga (1484 sidor) kom 1948, nytryckning 1966, fjärde tryckningen 1980 (ISBN 91-40-01978-0), femte tryckningen 1989, sjätte tryckningen 1993, och sjunde tryckningen 1999.